# Aurélien Salmon
Aurélien Julien Salmon (Algrange, 16 febbraio 1987) è un ex cestista francese.